# Sous-district de Safed
1920 – 1948
Entités précédentes :
- Sandjak d'Acre ( Empire ottoman)

Entités suivantes :
- Israël

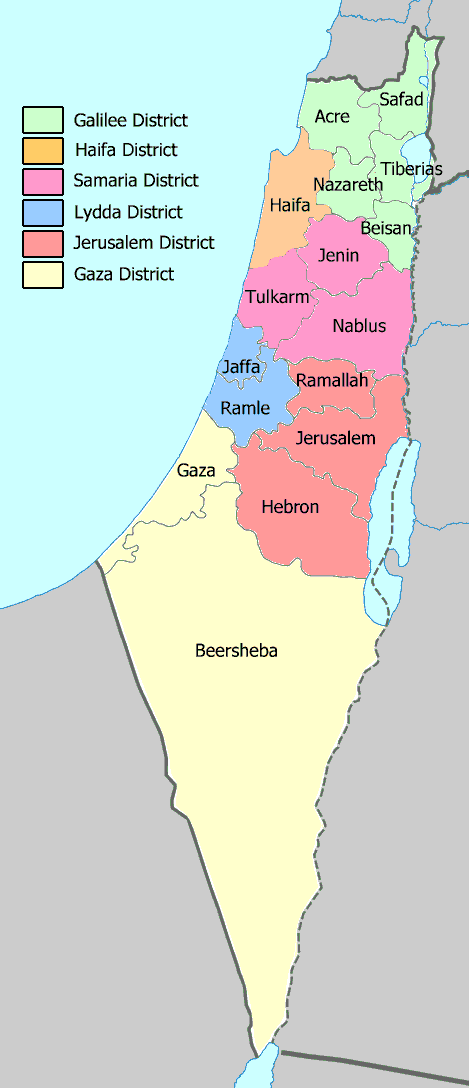
Les districts et sous-districts de la Palestine mandataire en 1945.

Le sous-district de Safed (anglais : Safad Subdistrict ; arabe : قضاء صفد ; hébreu : נפת צפת) est un sous-district de Palestine mandataire qui comprenait le chef-lieu Safed et ses environs. D'après le plan de partage de 1947, le sous-district doit être transféré à l'État juif. Après la guerre israélo-arabe de 1948-1949, devient le sous-district de Tzfat du district nord d'Israël.

## Villes et villages dépeuplés
(localités actuelles entre parenthèses)
| - Abil al-Qamh (Yuval) - al-'Abisiyya - 'Akbara - Alma (Alma) - Ammuqa ('Ammuqa) - Arab al-Shamalina (Almaghor) - Arab al-Zubayd - Baysamun - Biriyya (Birya) - al-Butayha (Almaghor) - al-Buwayziyya - Dallata (Dalton) - al-Dawwara ('Ammir, Sde Necheyma) - Dayshum (Dishon) - al-Dirbashiyya - al-Dirdara - Ein al-Zeitoun - Fara - Farradiyya (Parod, Shefer) - Fir'im (Chatzor HagGlilit) - Ghabbatiyya - Ghuraba - al-Hamra' - Harrawi - Hunin (Margaliyot) - al-Husayniyya (Haluta, Sde Eliezer) | - Jahula - al-Ja'una (Rosh Pina) - Jubb Yusuf ('Ammi'ad) - Kafr Bir'im (Bar'am, Dovev) - Al-Khalisah (Kiryat Shmona) - Khan al-Duwayr (Amnun) - Khirbat Karraza - al-Khisas (HagGoshrim) - Khiyam al-Walid (Lehavot HabBashan) - Kirad al-Baqqara (Gadot, Mishmar-Hayarden) - Kirad al-Ghannama (Ayelet HashShachar, Gadot) - Lazzaza - Madahil - Al-Malkiyya (Malkiya) - Mallaha - al-Manshiyya - al-Mansura (Shear Yashuv) - Mansurat al-Khayt - Marus - Meiron (Meyron) - al-Muftakhira (Shamir) - Mughr al-Khayt (Chatzor HagGlilit, Rosh Pina) - Khirbat al-Muntar - al-Nabi Yusha' (Ramot Naftali) - al-Na'ima (Beyt Hillel, Kfar Blum, Neot Mordechai) - Qabba'a | - Qadas (Malkiya, Ramot Naftali, Yiftah) - Qaddita - Qaytiyya - al-Qudayriyya - al-Ras al-Ahmar (Kerem Ben Zimra) - Sabalan - Safsaf (Bar Yohay, Kfar Hoshen) - Saliha (Avirim, Yir'im) - al-Salihiyya - al-Sammu'i - al-Sanbariyya (Dafta, Mayan Barukh) - Sa'sa' (Sasa) - Safed (Safed) - al-Shawka al-Tahta - al-Shuna - Taytaba - Tulayl - al-'Ulmaniyya - al-'Urayfiyya - al-Wayziyya - Yarda (Ayelet HashShachar, Mishmar-Hayarden) - al-Zahiriyya al-Tahta - al-Zanghariyya (Elifelet, Kare Deshe) - al-Zawiya (Neot Mordechai) - al-Zuq al-Fawqani (Yuval) - al-Zuq al-Tahtani (Beyt Hillel) |